# Andreas Overbeck
Andreas Overbeck (* 29. März 1628 in Bockenem; † 28. April 1686 in Holzminden) war ein deutscher evangelischer Theologe.

## Leben
Der Sohn des Brauers Johann Overbeck († 1639) und dessen Frau Anna (Geb. Froböse) hatte die ersten Lerngrundlagen auf der Schule in Bockenem erhalten. 1639 wechselte er auf die Schule in der Neustadt Hildesheim, 1640 auf die Schule in Verden, 1644 auf die lutherische Domschule in Bremen und 1646 auf das Gymnasium in Oldenburg. 1647 bezog er die Universität Königsberg. Als Privatlehrer eines Bremer Bürgersohns reiste er 1650 nach Kopenhagen, wo er den bekannten Theologen Caspar Erasmus Brochmann (1585–1652) kennenlernte.
1651 war er mit seinem Zögling wieder in Königsberg und 1653 an der Universität Helmstedt, wo er Georg Calixt begegnete. In Helmstedt erwarb er am 4. Dezember 1654 den akademischen Grad eines Magisters und wurde 1657 Hofprediger, Konsistorialrat sowie Kirchenrat in Wolfenbüttel.
1685 wurde er Abt des Klosters Amelungsborn sowie Generalsuperintendent in Holzminden an der Weser.

## Familie
Overbeck war zwei Mal verheiratet. Seine erste Ehe schloss er am 5. Oktober 1658 in Wolfenbüttel mit Magaretha Magdalena (* 31. Mai 1641 in Springe am Deister; † 8. Juni 1674 in Wolfenbüttel), der ältesten Tochter des kurkölnisch-hildesheimischen Konsistorial und Kirchenrats, Superintendent im Stift Hildesheim und Oberpfarrer in Bockenem Mag. Otto Rab Georg Scriba (Schreiber) und dessen Frau Anna Ursula Gündeloch († 1669). Seine zweite Ehe ging er am 24. August 1675 mit Magdalena Hedwig, der Tochter des königlich schwedischen Obristen in Roß, der Witwe des fürstlich braunschweigisch-lüneburgischen Amtmanns und Erbsassen in Ermsleben Siegfried Schilling, ein. Beide Ehen blieben kinderlos.